# Летњи камп (ТВ серија)
Летњи камп (енгл. Bunk'd) америчка је хумористичка телевизијска серија која се емитује од 31. јула 2015. на каналу Disney Channel. Креатор серије је Памела Елс Оконел, која је такође креатор претходне серије Џеси. Главне улоге тумаче Пејтон Лист, Каран Брар, Скај Џексон и Миранда Меј.
У Србији се приказује од27. јуна 2016. године на каналу Disney Channel, титлована на српски језик. Титлове је радио студио SDI Media.

## Радња
Ема, Рави и Зури напуштају Њујорк и крећу у Мус камп, Мејн, да проведу лето у кампу Кикивака, где су се њихови родитељи упознали као тинејџери. Деца Рос и њихови нови пријатељи покушавају да се прилагоде својим животима у кампу који је основао Џедајда Сверенџен и назван је по легендарном створењу које живи у оближњој шуми.
У епизоди „Нисмо запалили ватру” на крају друге сезоне, неколико кабина у кампу Кикивака уништено је ватром након што је свећа остала без надзора. У првој епизоди треће сезоне, „Не можемо то поднети”, деца Росових се враћају са новом генерацијом кампера како би пронашли кабине које никада нису обновљене и Гледис је побегла са новцем од осигурања. Деца Росових онда убеђују своје родитеље да купе камп Кикивака и да их поведу. До краја треће сезоне, Ема, Зури и Рави се слажу да продају кампу Лу по ниској цени док одлазе у своје послове из снова.

## Епизоде
| Сезона | Сезона | Епизоде | Премијерно приказивање (САД) | Премијерно приказивање (САД) | Премијерно приказивање (Србија) | Премијерно приказивање (Србија) |
| Сезона | Сезона | Епизоде | Прва епизода                 | Последња епизода             | Прва епизода                    | Последња епизода                |
| ------ | ------ | ------- | ---------------------------- | ---------------------------- | ------------------------------- | ------------------------------- |
|        | 1      | 21      | 31. јул 2015.                | 20. мај 2016.                | TBA                             | TBA                             |
|        | 2      | 21      | 23. август 2016.             | 24. мај 2017.                | TBA                             | TBA                             |
|        | 3      | 16      | 18. јун 2018.                | 21. септембар 2018.          | TBA                             | TBA                             |